# Marco (moneta)
Il marco è stata una moneta o un'unità di conto in diversi paesi. Prende nome dall'omonima unità di misura. Il termine marco o mark viene da parole teutoniche/germaniche, latinizzate nel latino post-classico del nono secolo come marca, marcha, marha o marcus. Era una misura di peso prevalentemente usata per oro e argento, diffusa in tutta l'Europa occidentale e spesso equivalente a otto once. Considerevoli variazioni, tuttavia, ci sono state durante Medioevo.

## Germania
In Germania (specialmente Amburgo) e in Scandinavia, il marco fu inizialmente un'unità di conto, e poi una moneta, dal valore di 16 schilling (tedesco)  o skilling.

### XVII secolo
Per prevenire la svalutazione della moneta, nel 1619 fu fondata la Hamburger Bank (Banca di Amburgo), sull'esempio della  Banca di Amsterdam. Entrambe fissarono un'unità di conto stabile. L'unità di conto di Amburgo fu il Mark Banco. Era accreditato in cambio di lingotti oro o per altri valori equivalenti. Non furono emesse né monete né banconote, ma furono aperti conti di credito. I proprietari del conto potevano usare il loro credito per trasferirlo su altri conti o per emettere altri  titoli di credito. Questi titoli circolavano e potevano essere trasferiti ed erano accattati come forme di pagamento. Potevano anche essere estinti. Questa moneta si dimostrò molto stabile.

### XIX secolo
Il 1873 la Germania adottò il marco (comunemente chiamato Goldmark) come propria monete, in seguito all'unificazione del 1871; il nome fu preso dal mark banco. Inizialmente le monete e le banconote delle valute precedenti, come il Thaler, Kreuzer, il Gulden, continuarono a circolare, e furono trattate come multipli della nuova unità di conto, nelle stesso modo a ciò che è accaduto con l'introduzione dell'euro. Monete con la denominazione in marchi furono emesse per la prima volta nel 1873, e gradualmente sostituirono le monete vecchie. Il mark banco fu convertito nel nuovo marco alla pari e la Banca di Amburgo fu incorporata come filiale locale della Reichsbank, fondata nel 1876.

## Inghilterra e Scozia
In Inghilterra il "mark" non è mai apparso come moneta, ma è stato usato esclusivamente come unità di conto. Fu introdotto apparentemente nel X secolo dai Dani. Secondo fonti del XIX secolo, era inizialmente equivalente a 100 penny, ma dopo la conquista normanna il valore divenne 160 penny, o 13 scellini e 4 penny, cioè 2/3 di sterlina.
In Scozia il merk era una moneta d'argento dello stesso valore emessa la prima volta nel 1570 e in seguito nel 1663.

## Il marco nella monetazione moderna
"Marco" si riferisce a diverse monete:
- In Germania:
  - 1619–1873 Mark Banco di Amburgo
  - 1873–1914 Goldmark, la moneta dell'Impero tedesco
  - 1914–1923 Papiermark
  - 1923–1948 Rentenmark
  - 1924–1948 Reichsmark.
  - 1944–1948 marco militare delle forze di occupazione.
  - giugno – novembre 1947 Marco della Saar.
  - 1948–1990 Marco della Repubblica Democratica Tedesca o Ostmark, moneta prima della zona di occupazione sovietica e in seguito della Repubblica Democratica Tedesca e di Berlino (Est).
  - 1948–1999/2001 Marco tedesco o Deutsche Mark (D-Mark, DM), moneta prima della cosiddetta Trizona e poi della Repubblica Federale di Germania e di Berlino (ovest).
- In altri paesi:
  - Marco bosniaco, moneta della Bosnia ed Erzegovina.
  - Marco estone, moneta dell'Estonia dal 1918 al 1927.
  - Marco finlandese o markka, moneta della Finlandia dal 1860 al 2001.
  - Marco della Nuova Guinea, moneta storica sostituita nel 1915 dalla sterlina australiana.
  - Marco polacco, moneta della Polonia dal 1917 al 1924.
  - Marco dell'Africa del Sud-Ovest, moneta storica che sostituì il marco dell'Africa Tedesca del Sud-Ovest in Africa Tedesca del Sud-Ovest (attuale Namibia) dal 1916 al 1918.